# Kim Song-pom
Kim Song-min (* 30. května 1979) je bývalý korejský zápasník–judista.

## Sportovní kariéra
V širším výběru jihokorejské reprezentace se pohyboval od roku 2001. V roce 2004 uspěl při korejské olympijské nominaci pro start na olympijských hrách v Athénách. V úvodním kole porazil po taktické bitvě na šido mohutného Španěla Aythami Ruana. Ve druhém kole však neohlídal soto-makikomi Itala Paola Biachessiho a prohrál na ippon. V roce 2008 obhájil při korejské olympijské nominaci pozici reprezentační jedničky a startoval na olympijských hrách v Pekingu. V Pekingu vypadl ve druhém kole s Estoncem Martinem Padarem po technice aši-guruma na ippon. Sportovní kariéru ukončil v roce 2010. Věnuje se trenérské práci.

### Vítězství
- 2003 – 1x světový pohár (Čedžu)
- 2004 – 1x světový pohár (Čedžu)
- 2010 – 1x světový pohár (Miami)

## Výsledky

### Váhové kategorie
| Turnaj            | 2003       | 2004       | 2005       | 2006       | 2007       | 2008       |
| Turnaj            | 24         | 25         | 26         | 27         | 28         | 29         |
| Turnaj            | těžká váha | těžká váha | těžká váha | těžká váha | těžká váha | těžká váha |
| ----------------- | ---------- | ---------- | ---------- | ---------- | ---------- | ---------- |
| Olympijské hry    |            | úč.        |            |            |            | úč.        |
| Mistrovství světa | —          |            | úč.        |            | —          |            |
| Asijské hry       |            |            |            | —          |            |            |
| Mistrovství Asie  | 3.         | 1.         | 5.         |            | 3.         | 3.         |
| Univerziáda       | 3.         |            |            |            | 1.         |            |
| Akademické MS     |            | 3.         |            | —          |            |            |

### Bez rozdílu vah
| Turnaj            | 2003 | 2004 | 2005 | 2006 | 2007 | 2008 |
| Turnaj            | 24   | 25   | 26   | 27   | 28   | 29   |
| ----------------- | ---- | ---- | ---- | ---- | ---- | ---- |
| Mistrovství světa | —    |      | —    |      | —    |      |
| Asijské hry       |      |      |      | 1.   |      |      |
| Mistrovství Asie  | —    | —    | —    |      | 3.   | —    |
| Univerziáda       | —    |      |      |      | —    |      |
| Akademické MS     |      | —    |      | —    |      |      |